# Garckea mathieui
Garckea mathieui är en bladmossart som beskrevs av Thériot 1925. Garckea mathieui ingår i släktet Garckea och familjen Ditrichaceae. Inga underarter finns listade i Catalogue of Life.